# Окіноторі
Окіноторі (яп. 沖ノ鳥島) — кораловий атол на заході Тихого океану. Частина Палау-Кюсюйського підводного хребта на сході Філіппінського моря. Належить Японії. Є найпівденнішою точкою країни.
Атол складається з трьох острів. Площа — 8482 м². Найвища точка — 1,5 м над рівнем моря. Більша частина атола піднімається на 20—30 см над морем під час відпливу та затоплюється під час припливу. Постійного населення немає. У лагуні на бетонній платформі розміром 100×50 м розташована науково-дослідна станція.

## Назва
Іспанці, що відкрили острів, назвали його Parece Vela, що з іспанської мови означає «схожий на вітрило». Японська назва Окіноторі-шима перекладається як «віддалені пташині острови».

## Правовий статус
Згідно з позицією уряду Японії атол є повноцінним островом, а, відповідно, акваторія навколо нього є частиною ексклюзивної економічної зони Японії. Проте цю позицію оскаржують сусідні країни: Китай, Південна Корея і Тайвань. Вони вважають, що атол є лише скелями і Японія не має права на економічну діяльність у водах навколо атола.

## Історія
Першим атол побачив іспанський моряк Бернардо де ла Торре у 1543 році. Вперше офіційно зареєстровав острів іспанець Мігель Лопес де Легаспі у 1565 році та назвав його Parece Vela.
У 1789 році до атол на судні «Iphigenia» прибув британець Вільям Дуглас і його стали називати рифом Дугласа.
У 1922 і 1925 роках японський військово-морський корабель «Маншу» досліджував цей район. У 1931 році, підтвердивши, що жодні інші країни не заявляли претензії на рифи, Японія оголосила про атол японською територією. У 1939—1941 роках був завершений фундамент для маяка та метеорологічної станції, але будівництво було перервано початком Другої світової війни. Після поразки Японії Сполучені Штати взяли на себе суверенітет над островами Огасавара і повернули владу над островами Японії в 1968 році. У 1987—1993 роках Японія побудувала хвилерізи та бетонні укріплення, щоб зупинити ерозію островів. У 1988 році Японський морський науково-технічний центр побудував метеостанцію для спостерігання за тайфунами.